# 返家十萬里
《返家十萬里》（英語：Fly Away Home）是一部1996年的美國電影，導演為卡罗尔·巴拉德，內容描述一名女孩與她爸爸帶領一群加拿大雁從加拿大飛到美國佛羅里達州某一個野生保護區的經過。
這一片是根據1980年代末期，一位加拿大籍的發明家、藝術家以及超轻型飛機愛好者－比爾·利希曼的親身經驗改編。

## 劇情
Amy在新西兰遭遇喪母的車禍事故後，在她三歲時已離異的父親Thomas Alden(Jeff Daniels)把她帶回了加拿大。但剛搬來跟父親同住的Amy還是難以接受母親的逝世，而且再加上父親怪誕又不修邊幅的舉止，所以初時與父親的關係有點疏遠。Thomas在當地是一位藝術家、也是一位發明家，而且很注重自然生態的環境保護。某一天早上有一群工程隊前來砍伐Thomas家前方有野雁棲息地的沼澤樹林，Thomas衝出去阻止但卻無濟於事。Amy在被砍伐的樹林中發現一群被遺棄的加拿大雁的蛋，於是她把那群蛋帶回去並細心照顧牠們。當她放學回來看時，那些蛋已經孵化了。由於Amy是牠們第一眼看到的生物，因此她變成了那群雛雁的媽媽。
之後Thomas與負責當地處理野生動物問題的警員詢問如何照顧那些雛雁。不過他不知道加拿大的法令中，為了防止加拿大雁對其他建築物及飛機構成威脅，豢養的雁必須剪翼使其永遠無法飛行而失去飛行能力。但是當警員要剪其中一隻雛雁時，被憤怒的Amy施暴阻止而被Thomas趕出去。當那群雛雁長大時，Thomas說服Amy必須照著加拿大雁遷徙的習性將牠們野放，否則遲早會慘遭警員的毒手。同時Thomas的弟弟David(Terry Kiney飾)去美國拜訪一位北卡羅來納州的鳥類學者，他告訴David有一片即將廢除的自然保護區，在十一月一日前若沒有野生動物來棲息，該地會變成建築公司的建地。於是David和Thomas便計畫要用輕航機使野雁們遷移到那片自然保護區。一開始試飛非常失敗，因為野雁只跟在Amy身邊。在無計可施之下Amy偷開父親的輕航機，雖然成功帶領野雁飛行，卻因為不諳操作而墜毀在她家的圍牆附近。焦急的Thomas上前搭救困在輕航機的Amy，所幸她並無大礙，不過也因此父女之間的隔閡頓時化解而拉近彼此的親子感情。在這事件的啟發下Thomas決定教Amy如何駕馭輕航機飛行，而資質甚佳的Amy也漸入佳境。然而就在計畫開始的前一天，其中的一隻野雁Ingo在飛行訓練時不慎被輕航機撞傷，在Amy一行人去救回Igor的同時，那位警員便把其他的野雁偷走。於是Thomas便改變計畫，他的弟弟與朋友Barry (Holter Graham飾)去警局成功救出野雁的同時帶著Amy與野雁開始野放的飛行旅程。計劃成功後Thomas和Amy駕駛著輕航機讓野雁跟隨他們飛翔，不過傍晚飛過安大略湖，要降落時卻不慎誤闖美軍尼加拉空軍基地，險些釀出大禍。基地司令官諒解他們的行為後，司令官於是決定成全他們的善舉，還請美國當地記者採訪Amy和Thomas，一夕之間父女帶領野雁飛行的行動家喻戶曉，名聞全美。
可是接下來的路途卻不是一帆風順。先是遇到大群遷徙的野雁時遇上獵戶開槍狩獵，所幸Amy的野雁們沒有受到任何傷害，並在一位反對獵戶的老婦人邀請下在其住處過夜。之後的飛行雖遭遇濃霧誤闖高樓大廈林立的城鎮，不過都能安然經過。而另一方面在目的地的自然保護區，保育團體與建商的對立情勢如火如荼，各不相讓。眼見Amy與Thomas帶領野雁即將要抵達目的地，Thomas的輕航機卻發生故障墜落在一片農田中。Amy緊急降落匆忙來探視父親的狀況，Thomas卻只催她在日落之前盡速帶野雁抵達目的地，並相信她一定可以做得到。Amy在失落之餘，繼續進行飛行的旅途。沿著海岸獨自帶著自幼養大的野雁們翱翔，Amy一小時後在萬眾期盼下終於抵達目的地，接受了眾人熱烈的歡呼與迎接，Amy的野雁們終於抵達了南方的新家，也同時徹底粉碎了建商開墾破壞這塊美地的意圖。
隔年春天的某天早晨，Amy一早醒來看見了包括Igor在內的16隻野雁，全部平安回到了屋前的野地上。

## 角色
- 傑夫·丹尼爾: Thomas "Tom" Alden
- 安娜·派昆: Amy Alden
- 達納·德拉尼: Susan Barnes
- 泰瑞·金尼（英语：Terry Kinney）: David Alden
- 霍特・葛拉罕: Barry Stickland
- 傑雷米·拉特福德: DNR Officer
- 邁克爾·J·雷諾茲（英语：Michael J. Reynolds (actor)）: General
- 大衛·漢姆伯蘭（英语：David Hemblen）: Dr. Killian
- 葛拉蒂絲・歐康諾（英语：Gladys O'Connor）: Farm Woman
- Deborah Verginella: Amy's Mother
- Ken James: Developer
- Nora Ballard: Jackie
- Sarena Paton: Laura
- Carmen Lishman: Older Girl
- Christi Hill: Older Girl
- Judith Orban: Teacher
- Jeff Braunstein: Chairman
- John Friesen: Smalltown Businessman
- Chris Benson: Farmer
- Kevin Jubinville: M.P.
- Philip Akin: Air Force Reporter
- Geoff McBride: Clerk
- Dick Callahan: Customs Inspector
- Cheryl MacInnis: Reporter
- Mark Wilson: Reporter
- J. Craig Sandy: Reporter
- Wendy L. Walsh: TV Anchor (as Wendy Walsh)
- Larry McCormick: TV Anchor
- Richard Saxton: TV Anchor
- Linden Chiles: TV Anchor
- Timm Zemanek: Husband
- Diane Douglass: Wife
- Azura Bates: Bratty Sister
- Jonathan Bates: Bratty Brother
- Michael Vollans: Bratty Brother
- Michael Copeman: Gunshop Owner
- John Nelles: Tower Supervisor (as John E. Nelles)
- Jeff Poulis: Tower Operator
- Christopher Lorenz: Tower Operator
- Melissa Tanti: Dune Woman

## 製作人員
- 监制: Carol Baum
- 监制: John Veitch
- 执行监制: John M. Eckert
- 执行监制: Stephen Price
- 联合监制: Sandy Gallin
- 艺术设计:Seamus Flannery
- 场地设置: Dan Conley
- 服装设计: Marie-Sylvie Deveau
- 化妆: David R. Beecroft (hair stylist), Donald Mowat (makeup artist (as Donald J. Mowat)
- 制作管理:John M. Eckert
- 第二组导演: Christopher Ball, Gary Capo
- 助理导演: John Houston

## 製作
本片使用操作遷移。此手法是依據Lishman的著作，《父親野雁：一個人，一窩的野雁》（Father Goose: One Man, a Gaggle of Geese, and Their Real Life Incredible Journey South）

## 評價
爛番茄根據48條評論，得到88%的新鮮度，平均得分7.3／10，觀眾投票得到70%的分數，平均得分為3.7／5。在Metacritic上，電影獲得77分。

## 獎項
摄影师Caleb Deschanel的驚人表現使他得到了1997年奥斯卡獎及美國摄影师协会獎的提名。在1997年獲得广播影評人協會奖的最佳家庭片獎，以及1997 Christopher Award (限家庭片)，以及年輕藝術家獎(Young Artist Award)的最佳家庭片獎。安娜·派昆也獲提名为最佳年輕女演員以及1997年YoungStar獎最佳年輕女演員。

## 備註

### 書目
- Hermes, Patricia. Fly Away Home: The Novelization and Story Behind the Film . New York: Newmarket, 2005. ISBN 1-55704-489-9.
- Lishman, William. Father Goose: One Man, a Gaggle of Geese, and Their Real Life Incredible Journey South. New York: Crown, 1996. ISBN 0-517-70182-0.

## 另見
- 迁徙的鸟
- 銘印

## 外部連結
- Operation Migration （页面存档备份，存于）
- 互联网电影数据库（IMDb）上《返家十萬里》的资料（英文）
- Box Office Mojo上《返家十萬里》的資料（英文）
- 爛番茄上《返家十萬里》的資料（英文）
- AllMovie上《返家十萬里》的资料（英文）
- 開眼電影網上《返家十萬里》的資料（繁體中文）
- 豆瓣电影上《返家十萬里》的資料 （简体中文）
- 时光网上《返家十萬里》的資料（简体中文）